# Ockelbo (đô thị)
Đô thị Ockelbo (Ockelbo kommun) là một đô thị ở hạt Gävleborg, đông trung bộ Thụy Điển. Thủ phủ là ở Ockelbo.
Đô thị hiện tại đã được lập năm 1971 thông qua việc hợp nhất 'Ockelbo cũ với Skog.

## Các đơn vị trực thuộc
- Lingbo
- Ockelbo (thủ phủ)
- Jädraås
- Åmot